# Maschile singolare
Maschile singolare és una pel·lícula italiana del 2021 dirigida per Alessandro Guida i Matteo Pilat, produïda per Rufus Film en col·laboració amb MP Film.

## Argument
Antonio, un jove arquitecte a l'atur i insegur, es troba de cop i volta sol, sense llar i sense feina després de ser abandonat pel seu marit Lorenzo del qual depenia en tots els aspectes. Es trasllada a una habitació de lloguer a casa de Denis, un jove gai molt més desencantat i astut, també gràcies a la seva ajuda comença a reconstruir la seva vida a poc a poc, primer trobant feina a la fleca d'en Luca i després seguint un estricte curs professional de pastisseria i finalment, després de diverses trobades sexuals casuals, coneix en Thomas, un milanès temporalment a Roma amb qui comença una nova història d'amor, provocant la gelosia de Luca. Amb la mort sobtada de Denis arran d'un accident de cotxe, Antonio, ara segur de si mateix i conscient de si mateix, davant d'una sèrie d'eleccions, pren una decisió inesperada sobre què fer amb la seva vida.

## Repartiment
- Giancarlo Commare: Antonio
- Eduardo Valdarnini: Denis
- Gianmarco Saurino: Luca
- Michela Giraud: Cristina
- Lorenzo Adorni: Thomas
- Barbara Chichiarelli: Orsola
- Carlo Calderone: Lorenzo
- Alberto Paradossi: Paolo
- Manuela Spartà: Maria Vittoria
- Elisabetta De Vito: Irma
- Samuele Picchi: Virginio

## Producció
El rodatge principal de la pel·lícula va tenir lloc a Roma durant tres setmanes entre gener i febrer de 2020, abans de l'inici de les primeres mesures de confinament a causa de la pandèmia de COVID-19.

## Distribució
La pel·lícula es va estrenar a la plataforma d'Amazon Prime Video el 4 de juny de 2021. Ha estat distribuïda internacionalment amb el títol Mascarpone.

## Recepció
La pel·lícula va ser generalment rebuda positivament pel públic, tant socialcom de la premsa. En particular, es reconeix que una nova senzillesa i naturalitat, sense precedents al cinema italià, representa l'amor homosexual fora dels tòpics i les "taques" de l'imaginari comú.
Pel que fa a la temàtica  LGBT +, altres reconeixen que la novetat es pot llegir en la declarada homosexualitat dels protagonistes, presentada amb tanta simplicitat que no caracteritza l'argument de la pel·lícula sobre la vena temàtica, sinó que la fa més neutra i, per tant, més accessible per a un públic ampli. Quasi per unanimitat, els principals portals i autors de continguts per a la  comunitat LGBT+ reconeixen la contemporaneïtat i credibilitat dels diàlegs i vicissituds que "els declarats de 30 anys troben i viuen a la seva pròpia pell", típic del noi "gai que viu a una gran ciutat".
La pel·lícula va rebre crítiques sobretot positives: en destaquen la direcció, el guió, les interpretacions, el vestuari i els escenaris de l'escenografia. Per Rolling Stone Italia "la "gay dramedy" està ben escrita i recitada", per MYmovies.it "els diàlegs retornen una dinàmica comunicativa que és aliena a la comunitat heterosexual, però per aquest mateix motiu interessant", tot i que el sistema de direcció és "més aviat convencional però mai descuidat ni aproximatiu". Fabio Vittorini a Duels escriu que "l'escriptura parteix obertament de 'tipus' coneguts pel gran públic italià en els quals excava per proporcionar-los un llenguatge peculiar i convincent, equilibrat entre el lloc comú (...) i la subtilesa, intentant conciliar en tots els sentits la comèdia italiana i la dramèdia americana, la formació romànica i el drama sentimental". Entre els defectes subratllats, la manca de profunditat de desenvolupament de les dinàmiques més profundes.

## Premis i reconeixements
Diversity Media Awards
- 2022 – Millor pel·lícula italiana

Ortigia Film Festival
- 2021 – Premi del públic

Fabrique Awards
- 2021 - Millor actor (Giancarlo Commare)
- 2021 - Nominació a millor director nou (a Matteo Pilati i Alessandro Guida)
- 2021 - Nominació al millor actor (Eduardo Valdarnini)

OUTShine LGBTQ + Festival de cinema
- 2021 - Millor llargmetratge: Premi del jurat Finalista Edició de Fort Lauderdale

Festival de cinema LGBTQ de Palm Springs
- 2021 - Premi Favorit del Festival
- 2021 - Premi Director's Choice

Reeling - Chicago LGBTQ + Festival Internacional de Cinema
- 2021 - Premi del públic al millor llargmetratge narratiu

Way OUT West Film Fest
- 2021 - Característica narrativa preferida

Etna Comics
- 2022 - Premi Uzeta al millor guió (a Giuseppe Paternò Raddusa, Matteo Pilati i Alessandro Guida)

Fire!! Mostra Internacional de Cinema Gai i Lesbià
- 2011 - Premi del públic a la millor pel·lícula[15]